# 周期
周期（しゅうき, 英: period, cycle, periodic time）は、定期的に同じことが繰り返される事象において、任意のある時点の状態に一度循環して戻るまでの期間（時間）または段数のことである。
周期を数える場合は、事象1回の循環を1周期と表す。「2周期」、「3周期」、「半周期」というような使い方をする。

## 各分野における周期
- 物理学や工学などでは、周期は時間であり、単位は秒 (記号: s) である。量記号は T で表す。周期の値は、振動数（周波数）の逆数となる。

- 天文学で「周期」というと、衛星や惑星など、物体の公転や自転を示す。
  - 公転周期（軌道周期）
  - 自転周期
  - 太陽活動周期: 太陽の変化の周期
  - サロス周期: 日食や月食が起こる日を予測するのに用いられる周期
- 擬似乱数列生成器における周期とは（その内部状態が全く同じ状態に戻ることで）全く同じ列が再度生成されるまでの列の長さのこと。
- 工業分野では、作業工程の一巡のこと。再度同じ作業工程を行う場合についても、「周期」を用いる。
- 細胞生物学では、ひとつの細胞が二つの娘細胞を生み出すまでの周期を示して、細胞周期という。